# Everlyn Sampi

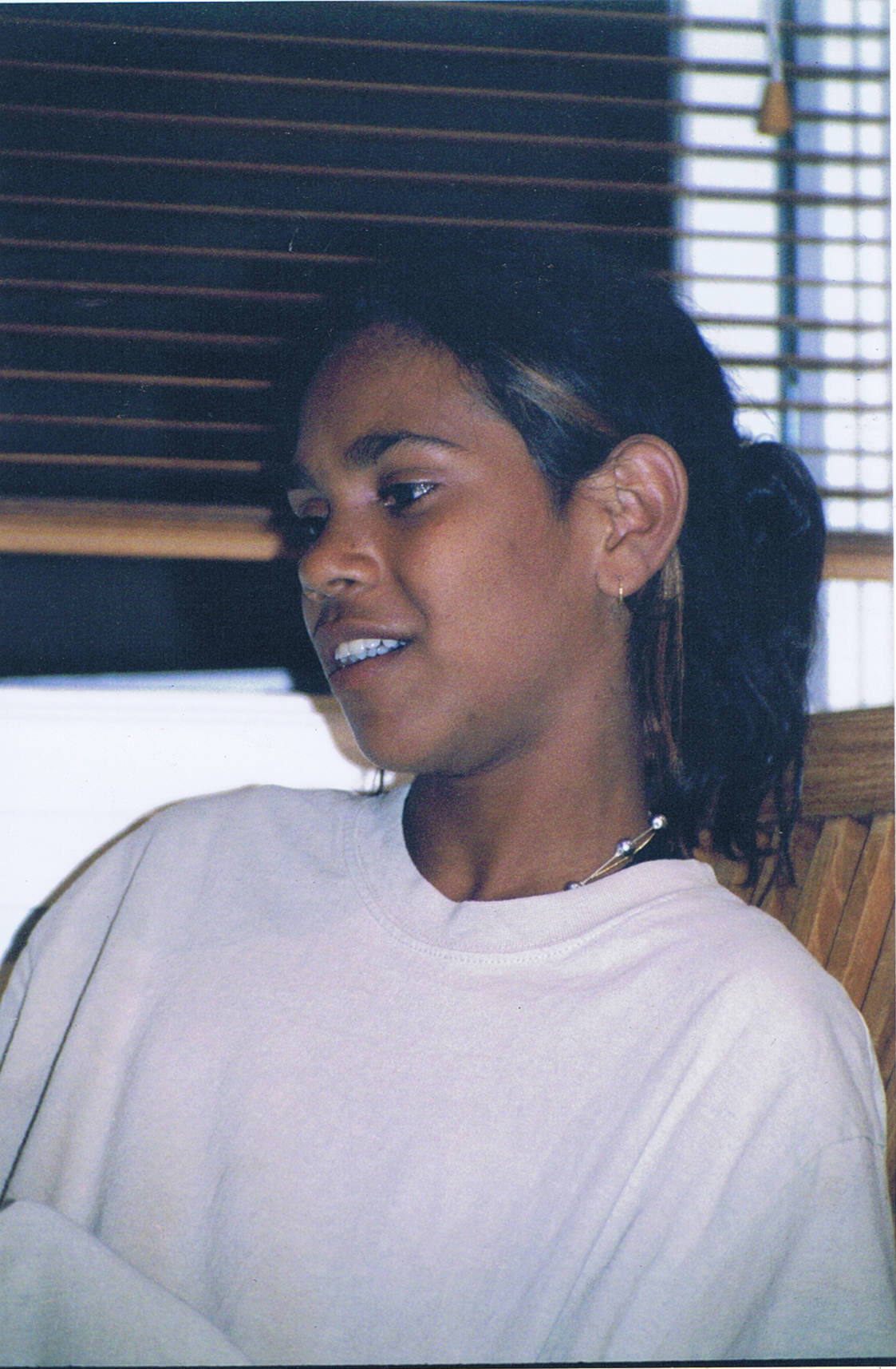
Everlyn Sampi (2003)

Everlyn Sampi (* 6. Oktober 1988 in Derby, Western Australia), eigentlich Evelyn Lee Marie Sampi, ist eine australische Schauspielerin.

## Leben und Werk
Everlyn Sampi wuchs gemeinsam mit ihrer jüngeren Schwester und ihren drei älteren Brüdern in einer Aborigine-Gemeinde in Djarindjin auf. Während ihrer Zeit an der anglikanischen Community-High School in West-Australien, wurde sie von Regisseur Phillip Noyce für dessen Film Rabbit-Proof Fence gecastet, in dem sie die Rolle der Molly Craig übernahm. Sie gewann bei den vierten Inside Film Awards am 6. November 2002 die Auszeichnung als „Beste Schauspielerin“.